# Мужская сборная Норвегии по кабадди
Мужская национальная сборная Норвегии по кабадди — представляет Норвегию на международных соревнованиях по кабадди. Управляющей организацией является Федерация кабадди Норвегии (англ. Norway Kabaddi Federation).

## Результаты выступлений

### Чемпионаты мира (круговой стиль)
| Год        | Победы         | Ничьи          | Поражения      | Место          |
| ---------- | -------------- | -------------- | -------------- | -------------- |
| 2010       | не участвовали | не участвовали | не участвовали | не участвовали |
| 2011       | 3              | 0              | 2              | 5              |
| 2012       | 1              | 0              | 1              | 5              |
| 2013—н. в. | не участвовали | не участвовали | не участвовали | не участвовали |